# 임하룡
임하룡(1952년 10월 31일 ~ )은 대한민국의 희극인, 배우이다.
- 본관은 부안이며,[1] 본명은 임한용이다.
- 1981년 KBS 《즐거운 토요일》로 데뷔하였으며 이에 앞서 TBC 18기 - MBC 9기 공채 탤런트 시험에 응시했으나[2] 탈락했다.
- 1992년 MBC 오늘은 좋은 날 출연을 통해 프리랜서 개그맨이 되었다.

## 학력
- 중동중학교 (졸업)
- 제천고등학교 (졸업)
- 한양대학교 연극영화학  중퇴[3]

## 출연작

### 예능
- 1983년 ~ 1992년 《유머 일번지》 (KBS2) - 변방의 북소리, 청춘을 돌려다오, 알딸딸, 내일은 챔피언, 추억의 책가방.
- 1986년 ~ 1987년 《명랑 소극장》 (KBS2)
- 1987년 ~ 1991년 《쇼 비디오 자키》 (KBS2) - 도시의 천사들, 철없는 가족, 아버지와 두 아들, 맨 처음 황제.
- 1990년 ~ 1991년 《쇼 토요특급》 (KBS1)
- 1991년 ~ 1993년 《한바탕 웃음으로》 (KBS2) - 봉숭아 학당, X - 특공대, 상하이 블루스.
- 1992년 ~ 1996년 《오늘은 좋은 날》 (MBC)[4]
- 1993년 《열려라 웃음천국》 (SBS)
- 1994년 《콘테스트내가본세상》 (SBS)
- 1994년 《가족오락관》 (KBS2)
- 1995년 《기쁜 우리 토요일》 (SBS)
- 1995년 ~ 1996년 《행운의 일요특급》 (KBS2)
- 1995년/1998년/2019년 《TV는 사랑을 싣고》(KBS1)
- 1996년 《폭소하이스쿨》 (SBS)
- 1996년 《코미디펀치펀치》 (SBS)
- 1996년 《속모래시계》 (SBS)
- 1999년 《코미디 살리기》 (SBS)
- 2004년 ~ 2016년 《오마이베이비》 (SBS)
- 2007년 《해피투게더3》 9회, 10회 (KBS2)
- 2010년 《세바퀴》 50회 (MBC)
- 2010년 《공감토크쇼 놀러와》 287회 (MBC)
- 2011년 《김승우의 승승장구》 58회 (KBS2)
- 2011년 《시사코미디 10PM》 (TV조선)
- 2012년 《청춘불패 2》 9회 (KBS2)
- 2012년 《주병진 토크 콘서트》 13회, 14회 (MBC)
- 2012년 《SNL 코리아 (시즌 2)》 4회 (tvN)
- 2012년 《일요일이 좋다 - 런닝맨》 111회, 112회 (SBS)
- 2013년 《개그콘서트》 (KBS2)
- 2013년 《자기야 - 백년손님》 182회 (SBS)
- 2013년 《나 혼자 산다》 23회 (MBC)
- 2013년 《토요일이 좋다 - 오! 마이 베이비》 (SBS)
- 2014년 《불후의 명곡 - 전설을 노래하다》 179회 (KBS2)
- 2015년 《자기야 - 백년손님》 295회 (SBS)
- 2015년 《속풀이쇼 동치미》 (MBN)
- 2015년 《코미디빅리그》 150회 (tvN)
- 2016년 《나는 몸신이다》 58회 (채널A)
- 2016년 《님과 함께 시즌 2 - 최고의 사랑》 44회 (JTBC)
- 2016년 《코미디 청백전 사이다》 (MBN)
- 2017년 《미스터리 음악쇼 복면가왕》 129회 [참가자 - 벌써 일 년 우리아기 돌잔치] (MBC)
- 2018년 《비디오스타》 (MBC 에브리원)
- 2020년 《트롯전국체전》(KBS2)

### 라디오
- 1985년 KBS 《임하룡과 변아영의 9시의 데이트》 ... DJ

### 영화
- 1985년 《철부지》
- 1985년 《작년에 왔던 각설이》
- 1988년 《공초도사와 슈퍼 홍길동》 ... 공초도사 역
- 1989년 《미스 코뿔소 미스터 코란도》 ... 도박사 역
- 1992년 《돌아온 쉰 옥수수》
- 1992년 《해룡이와 달자의 추억의 책가방》
- 1998년 《엑스트라》 ... (특별출연)
- 1999년 《얼굴》 ... 고형석 역
- 2002년 《묻지마 패밀리》: 내 나이키 ... 아버지 역
- 2004년 《아는 여자》 ... 반장 역
- 2004년 《그녀를 믿지 마세요》 ... 둘째 고모부 역
- 2004년 《아라한 장풍 대작전》 ... 파출소장 역(특별출연)
- 2004년 《범죄의 재구성》 ... 서 사장 역(특별출연)
- 2005년 《웰컴 투 동막골》 ... 인민군 하사관 장영희 역
- 2006년 《원탁의 천사》 ... 강영규 역
- 2006년 《맨발의 기봉이》 ... 백 이장 역
- 2007년 《브라보 마이 라이프》 ... 최석원 역
- 2007년 《싸움》 ... 이혼전문 변호사 역(특별출연)
- 2009년 《인사동 스캔들》 ... 권마담 역
- 2009년 《내 사랑 내 곁에》 ... 박근숙 역
- 2009년 《굿모닝 프레지던트》 ... 최창면 역
- 2011년 《나는 아빠다》 ... 김 형사 역
- 2012년 《이웃사람》 ... 김상영 역
- 2015년 《오늘의 연애》 ... 교장 선생 역
- 2015년 《장수상회》 ... 최씨 역 (특별출연)
- 2017년 《양양》 ... 상태 역 (단편 영화)

영화 더빙
- 2005년 《빨간모자의 진실》 ... 폴짝이 역

### 드라마
- 1998년 KBS2 미니시리즈 《천사의 키스》 ... 황대주 역
- 2000년 KBS2 가족시트콤 《반쪽이네》 ... 황국장 역
- 2006년 MBC 수목미니시리즈 《오버 더 레인보우》 ... 권상복 역
- 2008년 KBS2 월화드라마 《최강칠우》 ... 최남득 역
- 2010년 MBC 일일시트콤 《볼수록 애교만점》 ... 임하룡 역
- 2011년 MBC 수목미니시리즈 《나도 꽃》 ... 배상억 역
- 2012년 TV조선 일일시트콤 《웰컴 투 힐링타운》 ... 반정도 역
- 2012년 KBS2 월화드라마 《해운대 연인들》 ... 고중식 역
- 2012년 tvN 미니시리즈 《제3병원》 ... 채인국 역
- 2013년 SBS 아침연속극 《두 여자의 방》 ... 한병국 역
- 2014년 SBS 주말극장《기분 좋은 날》 ... 이 대표 역
- 2014년 MBC 월화미니시리즈 《트라이앵글》 ... 양만춘 역
- 2014년 SBS 아침연속극 《청담동 스캔들》 ... 남재복 역
- 2014년 tvN 월화드라마 《일리있는 사랑》 ... 장민호 역
- 2016년 KBS2 2부작 설날특집 예능드라마 《기적의 시간 로스타임》 ... 구급대원 (1회) / 악덕 편의점주 (2화) 역
- 2016년 JTBC 금토드라마 《욱씨남정기》 ... 남용갑 역
- 2016년 tvN 월화드라마 《또! 오해영》 ... 영화 ‘또!! 생산성’ 주인공 역
- 2017년 SBS 주말드라마 《브라보 마이 라이프》
- 2018년 KBS Story 수목드라마 《시간이 멈추는 그때》 ... 장물아비 역
- 2018년 tvN 월화드라마 《계룡선녀전》 ... 북두성군 역
- 2019년 OCN 수목드라마 《구해줘 2》 ... 박덕호 이장 역
- 2020년 MBC 월화미니시리즈 《365 : 운명을 거스르는 1년》 ... 최경만 역
- 2020년 SBS 주말드라마 《편의점 샛별이》 ... 한만평 역 (특별출연)
- 2022년 카카오TV 드라마 《결혼백서》... 김수찬 역
- 2022년 ENA 수목드라마 《얼어죽을 연애따위》
- 2023년 KBS1 일일드라마 《우당탕탕 패밀리》 ... 신달용 역
- 2023년 JTBC 토일드라마 《힘쎈여자 강남순》 ... 황국종 역

### 광고
- 한국야쿠르트 팔도 고향면 (1983) - Feat. 엄용수, 심형래 (지면광고로 출연)
- 오뚜기 오뚜기 3분 단팥죽 (1984) - Feat. 엄용수
- 사조오양 오양젓갈 (1985 ~ 1987)
- 삼양식품 삼양 짜스면 (1985)
- 삼성제약 에프킬라 (1985) - 전양자와 함께 출연.
- 공익광고협의회 공익광고 저축캠페인 (1985) - 김수용하고 함께 출연.
- CJ제일제당 백설햄 불고기 프랑크 (1986)
- 무궁화 무궁화 브라이트 (1987) - 김수용하고 함께 출연.
- 동화약품 판콜 (1987)
- 유유 개비콘 (1988) - 김정식, 오재미하고 함께 출연.
- 롯데제과 수박맛바 (1989)
- 웅진식품 웅진 인삼차 (1989)
- 오리온 오리온 포카칩 (1989)
- 삼양식품 일번지 89 (1989)
- 새한제약 피크니·에프(1989) - "유머 1번지 - 청춘을 돌려다오" 팀으로 출연.
- 해태제과 점보 부라보콘 (1990) - 정재환과 함께 출연.
- 고려제약 하벤 (1990) - "쇼 비디오 자키 - 도시의 천사들" 팀으로 출연.
- 롯데칠성 마하 세븐 (1992)
- 해태제과 파시통통 (1992) - "유머 1번지 - 추억의 책가방" 팀으로 출연.
- 롯데제과 네오톤 바 (1995)

### 홍보대사/홍보이사
- 빨간봉투 사랑담기 캠페인 홍보대사 (2001년)
- 충북지방경찰청 명예 홍보대사 (2005년)
- 2011 F/W 프레타포르테 부산 컬렉션 홍보대사 (2011년)

### 뮤직비디오
- 2007년 《둘이라서》- 이루 (2007년)

## 수상
- 1986년 제22회 백상예술대상 TV부문 남자 예능상
- 1987년 저축의 날 대통령 표창
- 1987년 KBS 코미디대상 남자 연기상
- 1989년 KBS 코미디대상 대상
- 1991년 KBS 코미디대상 대상
- 1993년 MBC 방송대상 코미디언부문 특별상
- 2005년 제26회 청룡영화상 남우조연상 《웰컴 투 동막골》
- 2006년 제13회 대한민국 연예예술상 특별상
- 2007년 제14회 대한민국 연예예술상 연예예술발전공로상
- 2010년 MBC 방송연예대상 시트콤부문 특별상 《볼수록 애교만점》
- 2020년 제11회 대한민국대중문화예술상 보관문화훈장